# Comuna Stara Zagora, Stara Zagora
Stara Zagora (în bulgară Стара Загора) este o comună în regiunea Stara Zagora, Bulgaria, formată din orașul Stara Zagora și 50 de sate. 

## Localități componente

### Orașe
- Stara Zagora

### Sate
| - Arnautito - Benkovski - Bogomilovo - Borilovo - Borovo - Bratea Kuncevi - Bădește - Dălboki - Elenino - Elhovo - Gorno Botevo - Han Asparuhovo - Hristianovo - Hrișteni - Kalitinovo - Kaloianoveț - Kazanka | - Kirilovo - Kolena - Kozareveț - Liuleak - Loveț - Lozen - Madjerito - Malka Vereia - Malko Kadievo - Mihailovo - Moghila - Oreahovița - Ostra Moghila - Pamukcii - Petrovo - Ploska Moghila | - Podslon - Preaporeț - Preslaven - Păstrovo - Pșenicevo - Rakitnița - Rumanea - Sladăk Kladeneț - Starozagorski Bani - Streleț - Sulița - Vodenicearovo - Zagore - Zmeiovo - Leaskovo - Novo Selo - Samuilovo |

## Demografie
Componența etnică a comunei Stara Zagora
     Romi (5,32%)
     Turci (1,77%)
     Bulgari (83,45%)
     Nicio identificare (9,05%)
     Altele (0,38%)
La recensământul din 2011, populația comunei Stara Zagora era de 160.108 locuitori. Din punct de vedere etnic, majoritatea locuitorilor (83,45%) erau bulgari, existând și minorități de romi (5,32%) și turci (1,77%). Pentru 9,05% din locuitori nu este cunoscută apartenența etnică.